# لوك ستيوارت
لوك ستيوارت (بالإنجليزية: Luke Stuart)‏ هو لاعب كرة قاعدة أمريكي، ولد في 23 مايو 1892، وتوفي في 15 يونيو 1947.

## وصلات خارجية
- لوك ستيوارت على موقعبيزبول رفرنس.كوم (الدوري الرئيسي) (الإنجليزية)